# Istočnjačka filozofija
Istočnjačka filozofija je zajednički naziv za veliki broj filozofsih škola. Obično se ovdje misli na stariju filozofiju iz Indije, Kine i Japana, ali se broj ovih škola može proširiti i uključivati npr. arapsko/islamsku filozofiju. Pojam Istočnjačke filozofije može se promatrati kao orijentalni ekvivalent pojmu "Zapadnjačka filozofija".